# Elaeis guineensis
Elaeis guineensis Jacq., 1763 è una pianta della famiglia delle Arecacee (sottofamiglia Arecoideae, tribù Cocoseae, sottotribù Elaeidinae).
È comunemente chiamata palma da olio per via della polpa del suo frutto ricco di grassi che la rende una delle piante più rilevanti da un punto di vista economico. Il nome con cui è più conosciuto il suo frutto è dendè, di derivazione portoghese, o dendem.
Tra le piante oleifere, le palme da olio sono quelle che produrcono più olio per unità di superficie (circa nove volte di più della soia e 4,5 volte di più della colza).

## Descrizione

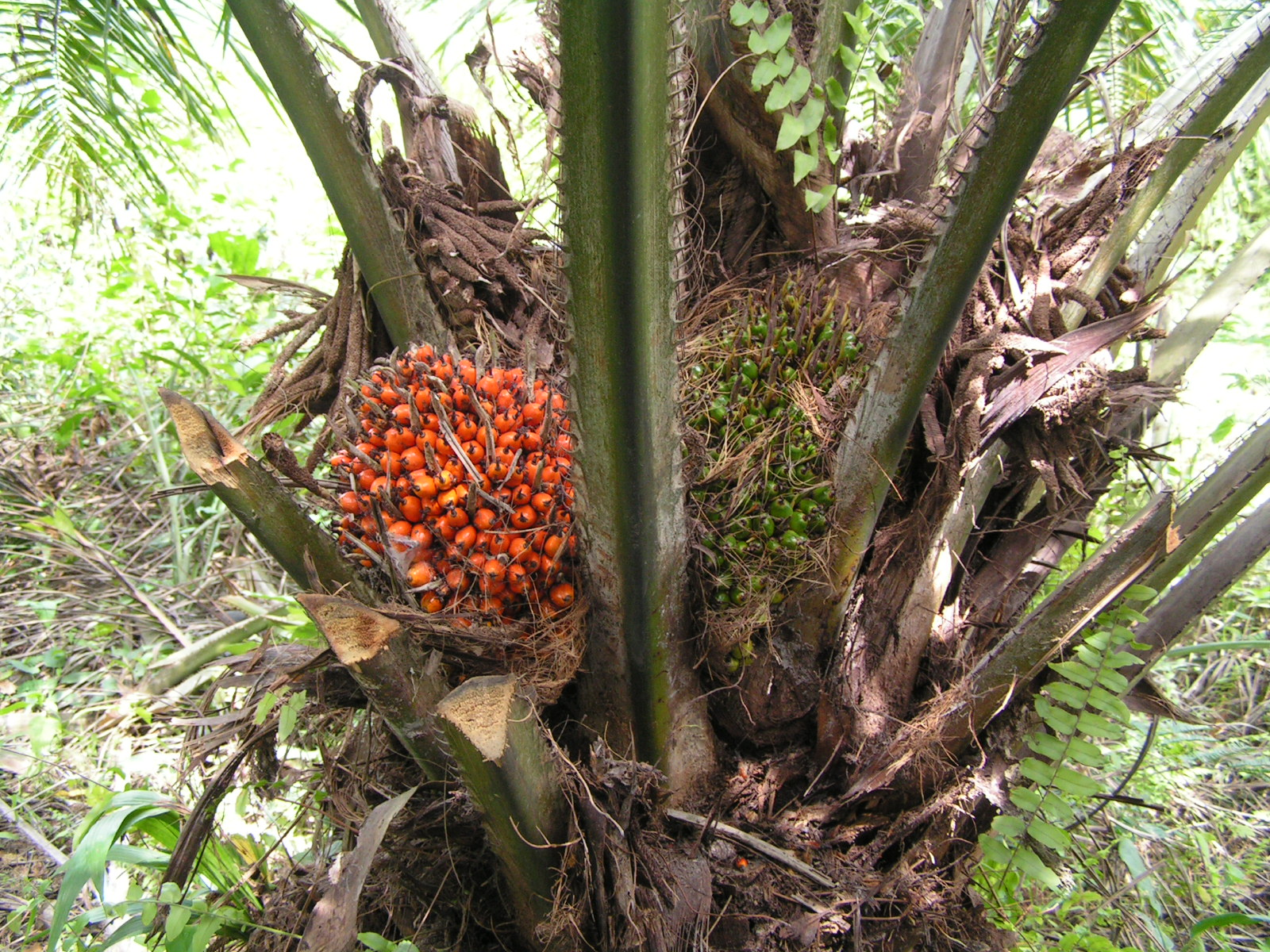
Frutti di palma da olio

E. guineensis è una specie monocotiledone. Le palme mature hanno un fusto singolo del diametro di 30–50 cm e possono raggiungere i 20 m di altezza. Le foglie sono pennate e raggiungono i 5 m di lunghezza. Una giovane palma produce circa 30 foglie all'anno. Le palme coltivate da oltre 10 anni producono circa 20 foglie all'anno. I fiori sono prodotti in densi grappoli; ogni singolo fiore è piccolo, con tre sepali e tre petali.
I frutti della palma da olio sono drupe che crescono raggruppate in grappoli ed impiegano 5-6 mesi per svilupparsi dall'impollinazione alla maturità. Sono di colore rossastro e hanno le dimensioni di una grande prugna. Ogni frutto è costituito da uno strato esterno oleoso e carnoso (il pericarpo), con un unico seme, anch'esso ricco di olio. A maturazione ogni grappolo di frutti pesa tra 5 e 30 kg a seconda dell'età della palma.

## Distribuzione e habitat
Elaeis guineensis è originaria di una vasta zona dell'Africa occidentale che si affaccia sul golfo di Guinea, da cui deriva il suo epiteto specifico. È presente anche in ristrette aree dell'Africa orientale e dell'Africa australe.
Oggi è diffusa e coltivata in vaste zone tropicali anche del continente americano e soprattutto del Sud-est asiatico.

## Usi

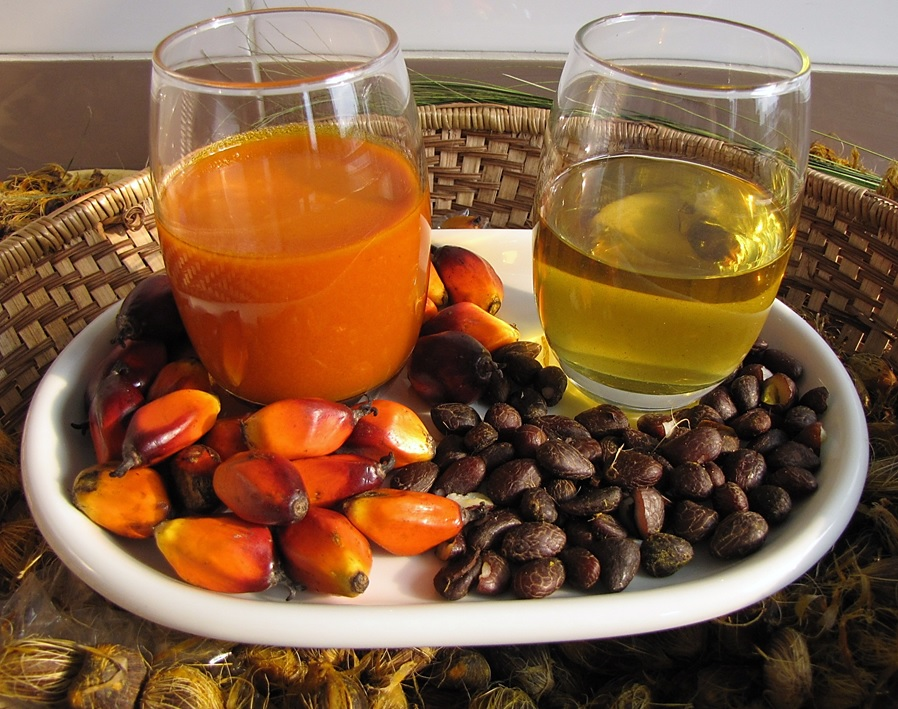
Olio di palma (sinistra) e olio di palmisto (destra)

Dal mesocarpo dei frutti si ricava un denso olio di colore rosso (olio di palma), dai semi invece si ricava un olio semisolido (burroso) noto come olio di palmisto. Per ogni 100 kg di grappoli di frutti, tipicamente si ottengono 22 kg di olio di palma e 1,6 kg di olio di palmisto. L'olio di palma è utilizzato in cucina, come ingrediente di numeros prodotti alimentari, nella produzione di sapone o come biocombustibile.
L’elevata resa in olio della palma da olio (fino a 7 250 litri per ettaro per anno) ne ha fatto un ingrediente comune in cucina nel sud-est asiatico e nella fascia tropicale dell’Africa. Il suo crescente utilizzo nell'industria alimentare commerciale in altre parti del mondo è sostenuto dal suo prezzo più basso, dall'elevata stabilità ossidativa del prodotto raffinato, e dagli alti livelli di antiossidanti naturali.

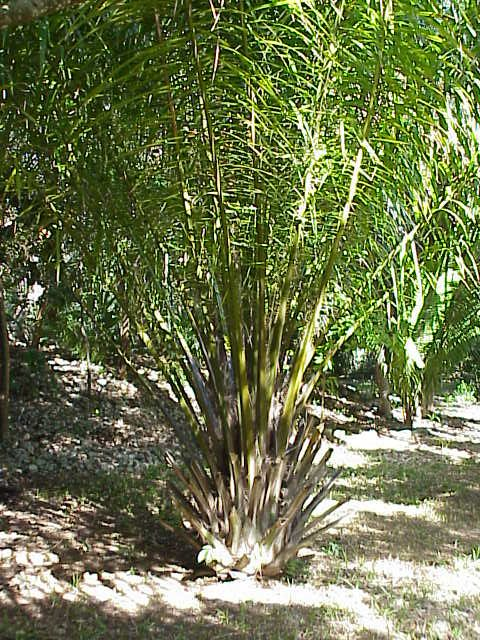
Palma da olio

## Problemi legati alla coltivazione
Il diboscamento effettuato per lasciar spazio alla coltivazione della palma da olio causa perdita di biodiversità e habitat per le specie animali e contribuisce anche all'espansione di specie invasive.
Ampie aree di foresta pluviale tropicale già minacciate vengono spesso abbattute per far posto alle piantagioni di olio di palma, soprattutto nel sud-est asiatico, dove manca l’applicazione delle leggi sulla protezione delle foreste. In alcuni stati in cui è presente la palma da olio, l’applicazione lassista della legislazione ambientale porta all’espansione delle piantagioni in aree protette.

## Avversità
Elaeis guineensis è una delle numerose specie di palma che possono essere parassitate dal punteruolo rosso delle palme (Rhynchophorus ferrugineus).